# Костёл Святого Игнатия Лойолы (Витебск)
Костёл Святого Игнатия Лойолы (белор. Касцёл Святога Iгнацыя Лаёлы) — католический храм в Витебске, расположенный по адресу ул. Генерала Ивановского, 15. Название получил в честь основателя ордена иезуитов Игнатия де Лойолы.

## История
5 апреля 2020 г. епископ Олег Буткевич посетил приход святителя Владислава в Витебске и освятил фундамент будущего костёла.
В ночь с 29 на 30 июля 2021 г. в строящемся костёле произошла кража: неизвестные проникли в здание церкви, перерезали и похитили провода электропроводки и акустической системы, тем самым причинив материальный ущерб в крупном размере.
9 июля 2022 г. Костёл Святого Игнатия Лойолы был освящён и открыт. Церемонию возглавил епископ Олег Буткевич. Так же на церемонию прибыл настоятель Великопольско-Мазовецкой провинции иезуитов священник Збигнев Лячковский, SJ.